# SECLA
A SECLA, Sociedade de Exportação e Cerâmica SA. foi uma empresa da indústria transformadora portuguesa que, com sede em Caldas da Rainha, uma das principais exportadoras de faiança e empregadoras regionais.
Os produtos da SECLA eram exportados para vários países do mundo, em especial para os EUA, Inglaterra, Alemanha e França. Além da louça de mesa (tableware), de cozinha (kitchenware) e forno (ovenware) também produzia louça decorativa como vasos e jarras, entre outras referência.
A SECLA chegou a laborar em simultâneo com três unidades fabris. A SECLA I, a SECLA II e a SECLA III.